# 秋田大学教育文化学部附属中学校
秋田大学教育文化学部附属中学校（あきただいがくきょういくぶんかがくぶふぞくちゅうがっこう）は秋田県秋田市保戸野原の町にある国立中学校。略称は附中、秋大附属など。

## 概要

### 特色
- 秋田大学教育文化学部附属小学校出身の生徒、中学校の入学試験に合格した生徒で構成される。
- 学習中心の学校でありながら、野球、陸上、剣道等の運動部の活動も活発である。1975年（昭和50年）には剣道部が全国中学生選抜剣道優勝大会で優勝している。近年では、2006年（平成18年）の秋田県中学校総合体育大会で野球部が初優勝、男子陸上競技部が初の総合優勝を果たし、2008年（平成20年）の同大会では男子陸上競技部が総合優勝した他、女子陸上競技部が初の総合優勝、水泳部(女子)が初優勝を果たしている。また、男子陸上競技部は2008年から2012年（平成24年）まで同大会を4連覇している。

### 主な学校行事
- 体育祭（校内体育大会)(駅伝マラソン大会を含む)
- 飛翔祭(校内文化祭)
- 附中芸術祭（合唱コンクールを含む）
- 啐啄の日(1年生)、鳩翔の日(２年生)
- DOVE ACADEMY
生徒一人ひとりが創り上げる文化の祭典という名目のもの。（実際は代表委員会・執行部の生徒や先生でほとんどが進められる傾向にある）
総合学習のコース別研究発表会である。2003年（平成15年）までは「附中祭」、201５年 (平成2７年)までは「DOVE FESTA」だった。

## 入学試験

### 定員
外部生約40名（男子20名、女子20名）。

### 応募資格
通学に要する時間（片道）が60分以内。

### 学力検査
- 筆記テスト（国語、社会・理科、算数、英語）　作文が2012年（平成24年）入試において廃止
- 実技テストが2024年において廃止
- 個人面接・集団面接（内部は個人面接のみ）

## 沿革
| 年月         | 出来事 |
| 昭和8年4月   | 本校の前身である秋田県師範学校付属小学校創設初代主事に尾見鐐次郎氏が任命される |
| 昭和12年8月  | 校地南西隅に付属小学校校舎新設 |
| 昭和22年4月  | 秋田師範学校付属中学校が創設される（創設当時は、秋田師範学校男子部付属中学校と秋田師範学校女子部付属中学校の2校からなり、その校舎は、当時の男子部、女子部の両付属小学校に併設される） |
| 昭和23年4月  | 秋田師範学校付属中学校は、男子付属校舎に統合され、初代主事に佐藤光氏が任命される（1年3学級、2年3学級、3年2学級）                                                                      |
| 昭和24年4月  | 9学級編成（各学年3学級） |
| 昭和24年6月  | 秋田大学秋田師範学校付属中学校と改称 |
| 昭和26年4月  | 秋田大学学芸学部付属中学校と改称 |
| 昭和32年9月  | 創立10周年記念式典を挙行（校歌制定、ピアノ購入） |
| 昭和33年6月  | 「道徳の時問の指導の手引き」刊行 |
| 昭和34年9月  | 体操場改築工事に着手 |
| 昭和36年3月  | 技術室新設 |
| 昭和39年5月  | 新体育館落成式 |
| 昭和39年5月  | 特殊学級室新設（現養護学校の前身、8月学級開設） |
| 昭和39年11月 | 副校長制実施 |
| 昭和40年4月  | 普通学級1学級増（1年4学級、2年3学級、3年3学級、計10学級） |
| 昭和41年4月  | 特殊学級3学級完成 |
| 昭和41年6月  | 校舎並びに付属学校プール落成式 |
| 昭和42年4月  | 普通学級12学級編成（各学年4学級） |
| 昭和42年6月  | 秋田大学教育学部附属中学校と改称 |
| 昭和42年9月  | 「学習指導の組織」刊行 |
| 昭和42年11月 | 創立20周年式典挙行（校旗新調、「はばたきの像」建立） |
| 昭和43年3月  | LL装置完成 |
| 昭和43年9月  | 本校舎と体育館の渡り廊下完成 |
| 昭和44年1月  | 旧校舎解体 |
| 昭和44年3月  | 特殊学級校舎新設 |
| 昭和45年2月  | 「道徳の年間指導計画」刊行 |
| 昭和45年4月  | 教頭制実施 |
| 昭和47年4月  | 特殊学級が附属養護学校として独立 |
| 昭和48年5月  | 部室新設（野球、男・女テニス、剣道、サッカー、ソフボール） |
| 昭和49年1月  | 自主研究スタート |
| 昭和49年3月  | 教育工学室新設 |
| 昭和49年4月  | 二学期制の開始 |
| 昭和50年4月  | 生徒定員（1学級45名）の改訂 |
| 昭和50年7月  | 窯工芸室新設 |
| 昭和50年8月  | 剣道部「第5回全国中学生選抜剣道優勝大会」で全国優勝 |
| 昭和51年2月  | 附中入試選考4教科（国語、社会、算数、理科）で実施 |
| 昭和51年12月 | 温室新設 |
| 昭和52年9月  | 創立30周年記念式典挙行（講演、演奏会、石碑建立） |
| 昭和52年10月 | 第100回全校記念マラソン大会 |
| 昭和53年2月  | 附中入試選考4教科と抽選をとり入れる |
| 昭和53年3月  | 全教室にカラーテレビを設置 |
| 昭和53年8月  | グラウンド整備完了 |
| 昭和54年4月  | 新教育課程の実施、3年生選択教科の学習開始 |
| 昭和54年11月 | 屋上・美術室の改修工事完了 |
| 昭和55年4月  | 「ゆとりの時間と自主研究」刊行 |
| 昭和55年10月 | ブラスバンド東北大会で5年連続金賞の偉業達成、体育館内外部改装工事完了 |
| 昭和55年11月 | 音楽室防音工事完了 |
| 昭和56年7月  | 校舎の管理に委託警備制度を導入 |
| 昭和56年10月 | 女子生徒の制服着用開始、市の区画整備事業の影響を受け、テニスコート（一面）を移転及びグランドー部改装                                                                                  |
| 昭和57年3月  | テニスコート（2面）移転工事完了、体育館の床全面張替、窓枠取替、ステージ下に器具格納庫新設                                                                                             |
| 昭和57年12月 | 増築校舎工事完了 |
| 昭和58年1月  | 「明耕教育五十年」記念式典挙行（記念誌発行） |
| 昭和58年3月  | 校舎内装補修工事完了、一部特別教室及び教官室移転並びに新設 |
| 昭和58年8月  | 校内壁面塗装 |
| 昭和59年1月  | 教育工学室等に機器完備 |
| 昭和59年5月  | グラウンドに器具庫新設 |
| 昭和59年10月 | 新館にダストシュート新設 |
| 昭和60年3月  | 技術室の工作台更新 |
| 昭和60年6月  | 「自立的な学習者の育成」刊行 |
| 昭和60年12月 | 武道場「鳩翔館」新設 |
| 昭和61年8月  | 体育館放送装置取替 |
| 昭和62年9月  | 創立40周年記念式典挙行、（衛星放送設備設置）LL教室へ新機種設置 |
| 昭和63年3月  | 防火区画改修工事 |
| 昭和63年6月  | 「道徳の時間」の実践例集の刊行 |
| 平成元年1月  | 校内給水管全面改修 |
| 平成元年1月  | 附中入試選考に全員面接を実施 |
| 平成元年4月  | 生徒定員（1学級40名）の改訂 |
| 平成元年4月  | 新教育課程の実施、2年から選択教科の学習開始 |
| 平成2年3月   | 理科室の実験台更新、各教室へ暗幕取付け、パーソナルコンピュータ設置（技術室） |
| 平成3年2月   | グランドピアノ購入 |
| 平成4年1月   | 附中入試選考改革 ①4教科に実技テスト（体育は全員、音楽・図工・家庭から一教科選択）を加える ②一次選考合格者全員に面接                                                                   |
| 平成4年5月   | 国家公務員週休二日制完全実施、事務室は土曜日閉鎖 |
| 平成4年9月   | 学校週五日制の実施、第2土曜日が休業日となる |
| 平成7年4月   | 学校週五日制月2回実施、第2・第4土曜日が休業日となる |
| 平成9年4月   | 第二体育館および部室棟整理替により使用開始 |
| 平成9年9月   | 創立50周年記念式典挙行 |
| 平成10年2月  | 校旗新調 |
| 平成10年3月  | 附中50年誌発行 |
| 平成10年3月  | グラウンド改修 |
| 平成10年4月  | 秋田大学教育文化学部附属中学校と改称 |
| 平成11年3月  | コンピュータ室ヘパソコン42台設置 |
| 平成11年10月 | 校舎改修工事完了 |
| 平成11年11月 | 「総合的な学習」の公開 |
| 平成12年3月  | 校舎改修記念式典挙行 |
| 平成12年3月  | 体育館改修工事完了 |
| 平成12年3月  | OAルームにパソコン20台設置し、校内LANの整備 |
| 平成13年1月  | 秋大附中教育後援会が設立される |
| 平成13年10月 | 図書室・コンピュータ室活用スクールボランティア事業の開始 |
| 平成13年11月 | 小学校６年生の児童の保護者向け学校説明会の実施 |
| 平成14年8月  | 学校評議員制度発足、第１回会議の開催 |
| 平成15年5月  | スクールカウンセラーの配置 |
| 平成16年2月  | 「選択教科」の公開 |
| 平成16年4月  | 国立大学の独立法人化に伴い、国立大学法人秋田大学の設置する教育文化学部附属中学校になる                                                                                                |
| 平成17年3月  | 銭谷眞美文部科学省初等中等教育局長が来校し、スクールミーティングを実施 |
| 平成17年4月  | 小・中連携相互乗り入れ授業開始 |
| 平成17年12月 | 附中入試選抜方法の改善 |
| 平成18年1月  | 学生ボランティア活動の実施 |
| 平成18年7月  | 陸上競技部「秋田県中学校総合体育大会」で男子総合初優勝、野球部「第72回全県少年野球大会」で初優勝                                                                                      |
| 平成19年10月 | 創立60周年記念式典挙行、銭谷眞美文部科学事務次官が来校し、講演会を行う |
| 平成19年12月 | パソコン65台更新 |
| 平成20年3月  | 附中60年誌発行 |
| 平成20年7月  | 「秋田県総合体育大会」で陸上競技部男子が総合２度目、女子が初優勝。同大会で水泳部女子が初優勝                                                                                          |
| 平成21年3月  | 第17期同窓生により「はばたきの像」が修繕され、改めて学校に贈呈される |
| 平成21年7月  | 「秋田県中学校総合体育大会」で陸上競技部男子総合３度目、２年連続優勝 |
| 平成22年3月  | 地上デジタル放送設備一式設置 |
| 平成22年7月  | 「秋田県中学校総合体育大会」で陸上競技部男子総合４度目、３年連続優勝 |
| 平成23年3月  | 第二体育館改修工事・第二理科室改修工事 |
| 平成23年7月  | 「秋田県中学校総合体育大会」で陸上競技部男子総合５度目、４年連続優勝 |
| 平成23年11月 | 本校及び県立秋田高等学校を会場に「中高学習指導協議会」を実施 |
| 平成23年12月 | 校舎の三角屋根部分の愛称を「飛翔の頂」に決定 |
| 平成24年4月  | 爆弾低気圧による停電のため、臨時休校。翌日に、着任式、新任式、始業式、入学式を併せて実施                                                                                              |
| 平成24年8月  | 男子剣道部東北中学校大会準優勝 |
| 平成24年11月 | 彫刻「角笛」寄贈される・寄贈者菅原勝子氏・制作者工藤健氏（第６期生・昭和27年度卒業生）                                                                                                |
| 平成25年2月  | 第一体育館・第二体育館の耐震工事を実施 |
| 平成25年6月  | 体育館グランドピアノ設置 |
| 平成25年7月  | 生徒会中心に南三陸町でボランティア活動実施 |
| 平成25年8月  | 第一・第二体育館、鳩翔館耐震フィルム工事 |
| 平成25年11月 | 生徒会中心に南三陸町でボランティア活動実施 |
| 平成26年2月  | １年生で「弁当の日」実施 |
| 平成26年6月  | 鳩翔サポートセンター設置 |
| 平成26年6月  | 全校で「弁当の日」実施 |
| 平成26年7月  | 生徒会中心に南三陸町でボランティア活動実施 |
| 平成27年8月  | 女子剣道部東北中学校大会優勝陸上競技部東北中学校大会男子総合優勝 |
| 平成28年1月  | 南三陸町社会福祉協議会長を講師に、心の教育講話会を実施 |
| 平成28年7月  | 生徒会中心に南三陸町でボランティア活動 |
| 平成28年10月 | DOVE ACADEMY 開催 |

## 著名な出身者
- 銭谷真美（東京国立博物館館長）
- 横澤彪（元フジテレビプロデューサー、吉本興業専務取締役東京支社長）
- 天野正道（作曲家）
- 竹島知郁（秋田テレビアナウンサー）
- 椿田恵理子（秋田放送アナウンサー）
- 石井大地（作家）
- 花妃舞音（宝塚歌劇団月組娘役）
- 阿部まみ（福岡放送アナウンサー）
- 新行市佳（ニッポン放送アナウンサー）
- 藤井靖（心理学者、臨床心理士）
- 佐藤健一 (ラジオパーソナリティ)
- 大川きょう子（幸福の科学創始者大川隆法の前妻、幸福実現党2代目党首）